# Emilio Izaguirre
Emilio Izaguirre   (Tegucigalpa, 10 de maig de 1986) és un futbolista hondureny de la dècada de 2010.
Fou internacional amb la selecció d'Hondures.
Pel que fa a clubs, destacà a Celtic de Glasgow.

## Referències

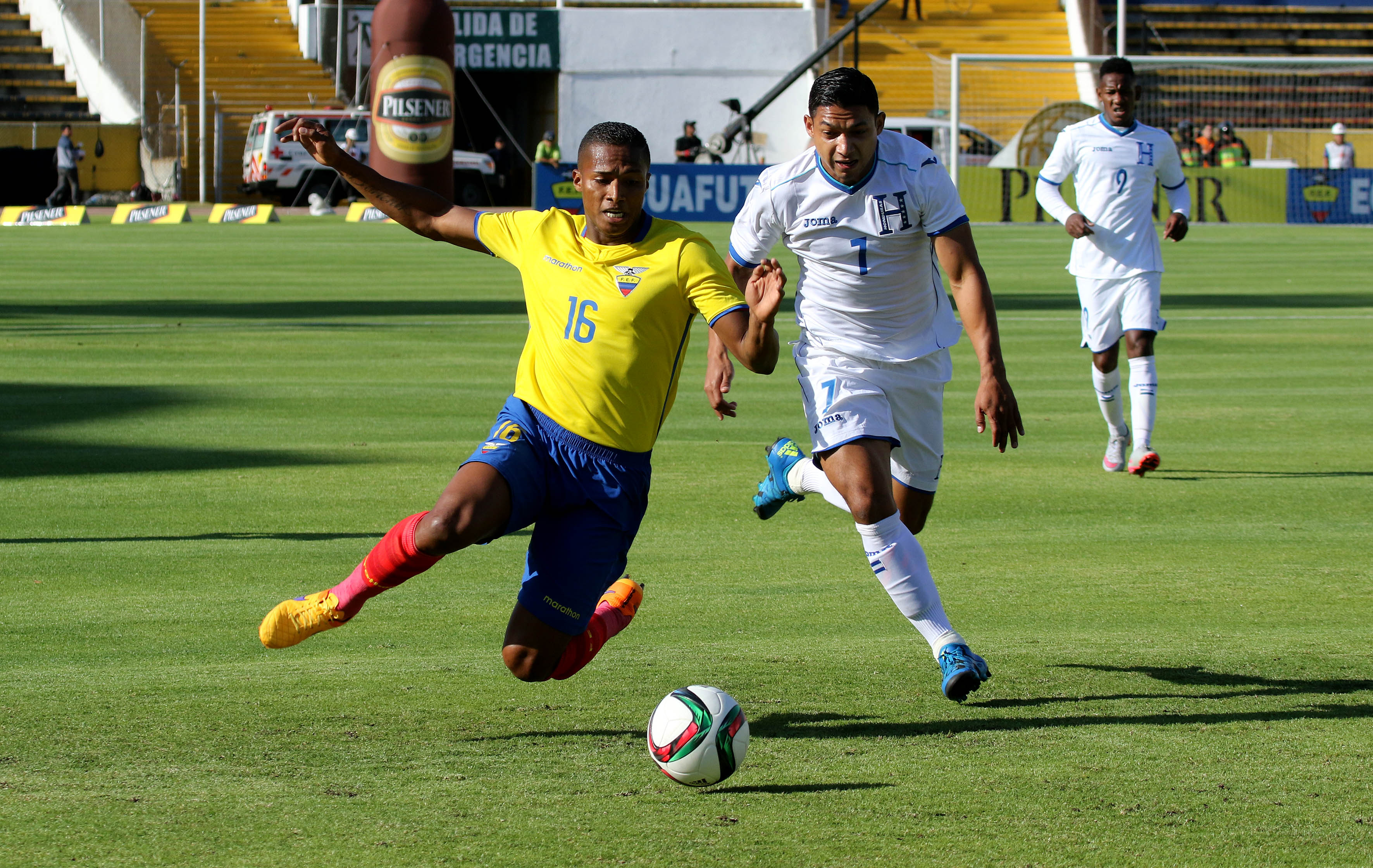
Izaguirre davamt l'equatorià Antonio Valencia el setembre de 2015.